# Bjorn Basson

a Compétitions nationales et continentales officielles uniquement.

b Matchs officiels uniquement.
Dernière mise à jour le 14 juin 2022.
Bjorn Alberic Basson, né le 11 février 1987 à King William's Town, est un joueur de rugby à XV sud-africain qui évolue au sein de l’effectif du Legion de San Diego au poste d’ailier et occasionnellement d'arrière. Il compte 11 sélections en équipe d'Afrique du Sud.

## Biographie
Formé dans la province de Border, Bjorn Basson est recruté par les Griquas avec qui il débute en Vodacom Cup le 22 février 2008 contre son ancienne équipe des Border Bulldogs. Il reste quatre saisons avec les Griquas jusqu'à fin 2010 où il se révèle être un redoutable finisseur. En 2010, il bat le record d’essais inscrits en une saison en Currie Cup (21), détenu jusqu’alors conjointement par Carel du Plessis (1986) et Colin Lloyd (2006) avec 19 réalisations, performance qui lui vaut d’être élu joueur de la Currie Cup cette année-là. En 2009 et 2010, il est recruté par les Cheetahs pour disputer le Super 14 où il ne joue que neuf matchs mais inscrit six essais en deux éditions.
Engagé par les Bulls en 2011, il se révèle lors de la saison de Super 15 qu’il dispute comme titulaire, et inscrit neuf essais. Sélectionné en équipe d’Afrique du Sud A — les Emerging Springboks — avec laquelle il remporte la Coupe des nations 2008 de l'IRB en Roumanie, il fait ses débuts internationaux en juin 2010 contre le pays de Galles au Millennium Stadium de Cardiff. En novembre 2010, lors de la tournée de l’Afrique du Sud en Europe, après un test-match face à l’Irlande, il subit un contrôle antidopage positif à un stimulant, la méthylhexanamine (MHA), placé sur la liste des substances interdites de l’Agence mondiale antidopage (AMA) en même temps que son coéquipier Chiliboy Ralepelle. Les deux joueurs se disent alors innocents, mais ils sont suspendus provisoirement et renvoyés en Afrique du Sud. Les échantillons B ayant révélé une positivité identique, les deux joueurs passent devant un tribunal spécial de la fédération sud-africaine (SARU) en janvier 2011 qui les innocente, en estimant que les joueurs n’avaient pas conscience d’avoir pris une substance interdite qui se trouvait en fait dans un complément alimentaire qu’ils avaient ingéré lors de l’échauffement précédant le match contre l’Irlande.

## Statistiques

### En province
- Recordman du nombre d’essais inscrit lors d’une saison de Currie Cup (21 en 2010)

### En équipe nationale
Au 3 octobre 2018, Bjorn Basson compte 11 sélections sous le maillot des Springboks. Il a été sélectionné pour la première fois avec les Springboks le 5 juin 2010 contre le pays de Galles.